# Monte Cristo (Washington)
Monte Cristo az Amerikai Egyesült Államok északnyugati részén, Washington állam Snohomish megyéjében elhelyezkedő kísértetváros.
A településen 1889 és 1907 között aranyat, valamint ezüstöt bányásztak, 1983-ig pedig üdülő működött itt.

## Története
A térség első felfedezői a Cady útvonalon érkeztek, amelyet Elisha Hubbard 1882-ig Indextől Galenáig hosszabbított meg. 1889 nyarán a mai Monte Cristo területén érclelőhelyet talált; ennek hatására 1890-ben bányászok érkeztek, 1891-ben pedig a Skagit folyó mentén utat építettek. Az egyik fontosabb megállóhely a mai Orient területén volt. M. Q. Barlow Silverton és Monte Cristo között utat épített, melyhez később a Barlow-hágón keresztül egy másik átkelő csatlakozott. A nyomvonalon később vasút épült.
Monte Cristóban volt az első, a Cascade-hegységtől nyugatra fekvő bányászközösség, melynek fenntartásához szükség volt az USA keleti részéről beáramló pénzre. 1891-ben John D. Rockefeller megbízásából Charles Colby és Colgate Hoyt a Wilmans-fivérektől 470 ezer dollárért (ma 13 millió dollár) megvásárolta azok bányáit. A két férfi a bányák egy részében kétharmados tulajdonjogot szerzett. Frederick Trump (Donald Trump nagyapja) szállót és bordélyt üzemeltetett.
Az 1890-es években sokan úgy vélték, hogy Monte Cristo lesz a nyugati félteke legnagyobb ezüstexportáló vidéke. Az ércet a Mystery-hegyláncon libegőkön juttatták át, melyek napi 230 tonna ércet szállítottak. 1894-ben öt szintes feldolgozót építettek; a nyersanyagot a Hartfordig húzódó vasútvonalon szállították el. 1894-ben a település lakossága elérte az ezer főt, a bányákban pedig 125-en dolgoztak. 1896-ban a létesítmények 200 főt foglalkoztattak, a fenntartásban pedig közvetetten további hatszáz fő vett részt.
Az 1896-os áradások során a vasúti pálya és az alagutak is megrongálódtak. 1897 őszén az újabb áradások károsan érintették a régió infrastruktúráját, amely kihatással volt a bányák profitjára is. A különböző problémák és a klondike-i aranyláz hatására a település 1900-ra elnéptelenedett.
Ugyan a felszíni nyersanyagforrások bőségesek voltak, de 150 méter alatt már nem volt gazdaságos a kitermelés. A bányászat 1907-ben megszűnt. Monte Cristóban később üdülőtelep működött, azonban az utat az 1980-as áradás elmosta, a szálló pedig 1983-ban leégett. A szintén 1983-ban megalakult Monte Cristo Preservation Association célja a település megőrzése.
A zagytisztító projekt 2012 szeptemberében kezdődött.

## Fordítás
- Ez a szócikk részben vagy egészben  a   Monte Cristo, Washington című angol Wikipédia-szócikk ezen változatának fordításán alapul.  Az eredeti cikk szerkesztőit annak laptörténete sorolja fel. Ez a jelzés csupán a megfogalmazás eredetét és a szerzői jogokat jelzi, nem szolgál a cikkben szereplő információk forrásmegjelöléseként.